# Естебан Гранадос
Естебан Гранадос (ісп. Esteban Granados, нар. 25 жовтня 1985, Картаго) — костариканський футболіст, півзахисник клубу «Ередіано» та національної збірної Коста-Рики.

## Клубна кар'єра
У дорослому футболі дебютував 2004 року виступами за команду клубу «Картагінес», в якій провів сім сезонів, взявши участь у 166 матчах чемпіонату. Більшість часу, проведеного у складі «Картагінес», був основним гравцем команди.
Протягом 2011—2012 років захищав кольори команди клубу «Оріон».
До складу клубу «Ередіано» приєднався 2012 року.

## Виступи за збірні
Залучався до складу молодіжної збірної Коста-Рики.
2009 року дебютував в офіційних матчах у складі національної збірної Коста-Рики. Наразі провів у формі головної команди країни 12 матчів.
У складі збірної був учасником розіграшу Золотого кубка КОНКАКАФ 2009 року та розіграшу Золотого кубка КОНКАКАФ 2013 року.
31 травня 2014 року був включений до заявки збірної для участі у тогорічному чемпіонаті світу у Бразилії.

## Титули і досягнення
- Бронзовий призер Ігор Центральної Америки та Карибського басейну: 2006